# Meridiano 10 este
El meridiano 10 este es una línea de longitud que se extiende desde el polo norte atravesando el océano Ártico, Europa, África, océano Atlántico, océano Antártico y la Antártida hasta el polo sur.
El meridiano 10 este forma un gran círculo con el meridiano 170 oeste.
Comenzando en el polo norte y dirigiéndose hacia el polo sur, el meridiano atraviesa:
| Coordenadas                      | País, territorio o mar | Notas |
| -------------------------------- | ---------------------- | --- |
| 90°0′N 10°0′E / 90.000, 10.000   | Océano Ártico          | |
| 81°5′N 10°0′E / 81.083, 10.000   | Océano Atlántico       | |
| 64°5′N 10°0′E / 64.083, 10.000   | Noruega                | |
| 58°58′N 10°0′E / 58.967, 10.000  | Skagerrak              | |
| 57°35′N 10°0′E / 57.583, 10.000  | Dinamarca              | Isla de Vendsyssel-Thy, península de Jutlandia y las islas de Funen y Als                                                                             |
| 54°43′N 10°0′E / 54.717, 10.000  | Alemania               | Pasando por el centro antiguo de Hamburgo |
| 47°29′N 10°0′E / 47.483, 10.000  | Austria                | |
| 46°54′N 10°0′E / 46.900, 10.000  | Suiza                  | |
| 46°17′N 10°0′E / 46.283, 10.000  | Italia                 | |
| 44°3′N 10°0′E / 44.050, 10.000   | Mar Mediterráneo       | Pasando al este de la isla de Capraia, Italia · Pasando al oeste de la isla de Elba y Pianosa, Italia · Pasando al este de la isla de Cerdeña, Italia |
| 37°15′N 10°0′E / 37.250, 10.000  | Túnez                  | |
| 30°28′N 10°0′E / 30.467, 10.000  | Libia                  | |
| 25°23′N 10°0′E / 25.383, 10.000  | Argelia                | |
| 22°22′N 10°0′E / 22.367, 10.000  | Níger                  | |
| 13°10′N 10°0′E / 13.167, 10.000  | Nigeria                | |
| 6°54′N 10°0′E / 6.900, 10.000    | Camerún                | |
| 2°10′N 10°0′E / 2.167, 10.000    | Guinea Ecuatorial      | |
| 1°0′N 10°0′E / 1.000, 10.000     | Gabón                  | |
| 2°47′S 10°0′E / -2.783, 10.000   | Océano Atlántico       | |
| 60°0′S 10°0′E / -60.000, 10.000  | Océano Antártico       | |
| 69°53′S 10°0′E / -69.883, 10.000 | Antártida              | Tierra de la Reina Maud, reclamado por Noruega |